# Der Killer
Der Killer ist ein Action-Thriller von David Fincher. Der Film basiert auf der gleichnamigen Comicserie von Matz (bürgerlicher Name: Alexis Nolent) und Luc Jacamon und handelt von einem Auftragskiller. Die Titelrolle übernahm Michael Fassbender. Der Film feierte Anfang September 2023 bei den Internationalen Filmfestspielen in Venedig seine Premiere. Ende Oktober 2023 kam der Film in die US-amerikanischen und deutschen Kinos, er ist am 10. November 2023 in das Programm von Netflix aufgenommen worden.

## Handlung
Wie ein deutscher Tourist gekleidet und mit einem Fischerhut auf dem Kopf ist ein namenloser Auftragsmörder nach Paris gereist, um einen Job zu erledigen. Er bezieht in einem größtenteils leerstehenden und nur halbfertig sanierten WeWork-Büroraum im Obergeschoss eines Gebäudes Stellung und nimmt ein Fenster in dem gegenüberliegenden Hotel ins Visier. Dabei folgt er anscheinend einem präzisen Tagesablauf. Aus dem Off erklärt er seine Emotionslosigkeit und die feste Absicht, nicht aufzufallen. Er wartet mehrere Tage darauf, dass der wohlhabende Mann, mit dessen Tötung er beauftragt wurde, in seiner Suite auftaucht, um ihn aus seiner sorgsam vorbereiteten Stellung heraus mit seinem Präzisionsgewehr zu erschießen. Als die Zielperson dann auftaucht, beobachtet er sie durch das Zielfernrohr und rezitiert bis kurz vor dem Schuss mantraartig seine Regeln. Als er abdrückt, erschießt er versehentlich eine Domina, die sich im letzten Moment unerwartet vor das Ziel bewegt.
Er flüchtet auf dem bereits präparierten Elektroroller und entsorgt nach und nach die verwendeten Gegenstände. Er begibt sich zum Flughafen. Beim Umsteigen in Miami fällt ihm ein Geschäftsmann auf, den er schon im Flugzeug aus Paris bemerkt hat. Um diesem zu entgehen, storniert er seinen Flug und fliegt erst einen Tag später in die Dominikanische Republik. Dort befindet sich eine abgelegene Villa, die er anscheinend mit seiner Freundin bewohnt. Dort angekommen findet er ein blutiges Chaos, woraufhin er ins nächste Krankenhaus fährt. Seine Freundin wurde überfallen und liegt schwer verletzt im Krankenhausbett. Bevor sie bewusstlos wird, versichert sie ihm, dass sie trotz der Misshandlungen den Tätern keine Informationen gegeben habe und dass sie sich noch an ein grünes Taxi und eine blonde Frau erinnere. Aus dem Krankenhaus zurückgekehrt, gräbt er im Garten seines Anwesens sein Waffenarsenal aus und überfällt das Büro des Taxiunternehmens, um die Identität des Taxifahrers zu ermitteln. Am nächsten Tag versendet er einen Dokumentenumschlag an seinen Auftraggeber in New Orleans. Dort soll er in zwei Tagen kurz vor Geschäftsschluss zugestellt werden. Danach steigt er am Taxistand in das Taxi des von ihm ermittelten Fahrers, befragt den Fahrer zum Ablauf des Überfalls auf seine Freundin und tötet ihn dann kaltblütig unter einer Brücke.
Dadurch wird ihm klar, dass sein Auftraggeber andere Killer auf ihn angesetzt haben muss, um ihn, als Auftragnehmer und Zeugen, verschwinden zu lassen. Er bricht seine wichtigste Regel, keine Schlachten zu schlagen, für die er nicht bezahlt wird, begibt sich zurück zum Flughafen und reist nach New Orleans, wo sein Auftraggeber Hodges ein Anwaltsbüro betreibt. In New Orleans angekommen, wartet er vor dem Büro des Auftraggebers auf die Zustellung des von ihm versendeten Umschlags, um den Zusteller als „Eintrittskarte“ in das gesicherte Gebäude nutzen zu können. Nachdem er sich Zutritt zum Büro des Auftraggebers verschafft und Hodges und seine Sekretärin Dolores gefesselt hat, schießt er Hodges mit einer Nagelpistole mehrfach in die Brust – wohlwissend, dass ihn die starken Lungenblutungen töten werden – um ihm die Namen der Beteiligten am Überfall und den Namen des Klienten, der den Auftragsmord in Paris bezahlt hat, zu entlocken. Er bietet Hodges an, den Notruf zu wählen, wenn er die Namen verrät. Hodges verweigert die Herausgabe der Namen und stirbt schneller als von ihm erwartet, so dass ihm nur noch Dolores als Auskunftsquelle bleibt. Dolores weiß, dass er sie töten wird und bietet ihm an, alle Informationen zu übergeben, wenn er ihre Tötung wie einen Unfall aussehen lässt, damit ihre Kinder durch die Auszahlung einer von ihr abgeschlossenen Lebensversicherung versorgt sind. Er nimmt daraufhin Dolores als Geisel und erhält in ihrem Haus Informationen über die beiden Auftragskiller und den Hintermann. Danach bricht er ihr das Genick und lässt es wie einen Treppensturz aussehen. Er bricht damit eine weitere Regel, niemals Mitgefühl zu zeigen. Hodges lässt er, in mehrere Teile zersägt, verschwinden.
Als Nächstes begibt er sich nach Florida, wo er den brutalen Killer ausfindig macht. Wieder bereitet er sich akribisch vor und kauft Hackfleisch und Schlaftabletten, um den Wachhund auszuschalten. Im Schutze der Nacht schleicht er sich auf das Grundstück und will den brutalen Killer im Schlafzimmer töten, wird aber selbst überrascht. Es entbrennt ein brutaler Zweikampf, den der Protagonist nur knapp überlebt, und nach dem er vor dem inzwischen wieder aufgewachten Hund vom Grundstück fliehen muss. Nachdem er dem Wachhund entkommen ist, wirft er einen Molotowcocktail in das Haus des Killers, das daraufhin in Flammen aufgeht. Am Flughafen erscheint er mit lädiertem Gesicht und erneut unter einem anderen Namen.
Um die Auftragskillerin, die „Expertin“, zu finden, fliegt er nun zunächst nach New York City und reist von dort aus per Bahn in die 90 km nördlich gelegene verschlafene Kleinstadt Beacon, wo die Killerin unter „Normalos“ wohnt, wie er auf der Hinfahrt sinniert. Er folgt ihr abends zu einem Gourmetrestaurant am Fluss, setzt sich unangekündigt an ihren Tisch, nimmt ihre Waffe und bedroht sie verdeckt. Daraufhin beginnt sie einen Monolog über das Ende eines Profikillers und fügt sich scheinbar in ihr Schicksal, da sie weiß, dass er sie auch dann töten würde, wenn sie im Restaurant um Hilfe riefe. Dazu trinkt sie als Henkersmahlzeit eine Auswahl besonderer Whiskey-Sorten. Nach einer Weile begleitet er sie zur Promenade, wo sie ausrutscht, ihm ihre rechte Hand entgegenstreckt und ihn bittet, ihr aufzuhelfen. Doch der Protagonist bleibt seinem Training treu, misstraut ihr und erschießt sie. Als sie auf dem Boden aufschlägt, erkennt er ein Messer in ihrer linken Hand. Der Killer fühlt sich bestätigt und verlässt den Tatort.
Nun will er den Klienten des Jobs in Paris, Claybourne, einen berühmten Milliardär der Tech-Branche und Philanthropen, in Chicago konfrontieren. Er ist sich darüber im Klaren, dass die Polizei – falls etwas schiefgehen und es zu einer Ermittlung kommen sollte – für einen Milliardär mehr Ressourcen verwenden würde als für einen gewöhnlichen Bürger. Er späht zunächst Claybournes Gewohnheiten gewissenhaft aus. Dann begibt er sich zu einer Bankfiliale, um sein dortiges Konto aufzulösen und den verbliebenen Betrag auf sein Konto in der Karibik transferieren zu lassen. Schließlich verschafft er sich mit Hilfe der in einem Fitnessclub beschafften RFID-Kopie von Claybournes Zugangskarte Zutritt zu dessen Penthouse in Chicago. Er stellt Claybourne zur Rede, doch dieser weiß zunächst nicht, wer er ist. Erst als er Claybourne eine von Dolores’ Karteikarten vorlegt, versteht dieser, wen er vor sich hat. Er erklärt, dass er nach dem gescheiterten Attentat für eine zusätzlich gezahlte „Versicherungssumme“ lediglich die Spuren verwischen lassen wollte, ohne zu wissen, was dies genau bedeutete, und dass er keinen persönlichen Groll gegen den Killer hege. Daraufhin lässt dieser ihn am Leben.
Im Epilog ist er erneut in der Villa in der Dominikanischen Republik zu sehen, wo er seiner Freundin, die sich von den Folgen des Überfalls erholt, einen Espresso bringt und sich dann auf der Liege neben ihr niederlässt.

## Literarische Vorlage

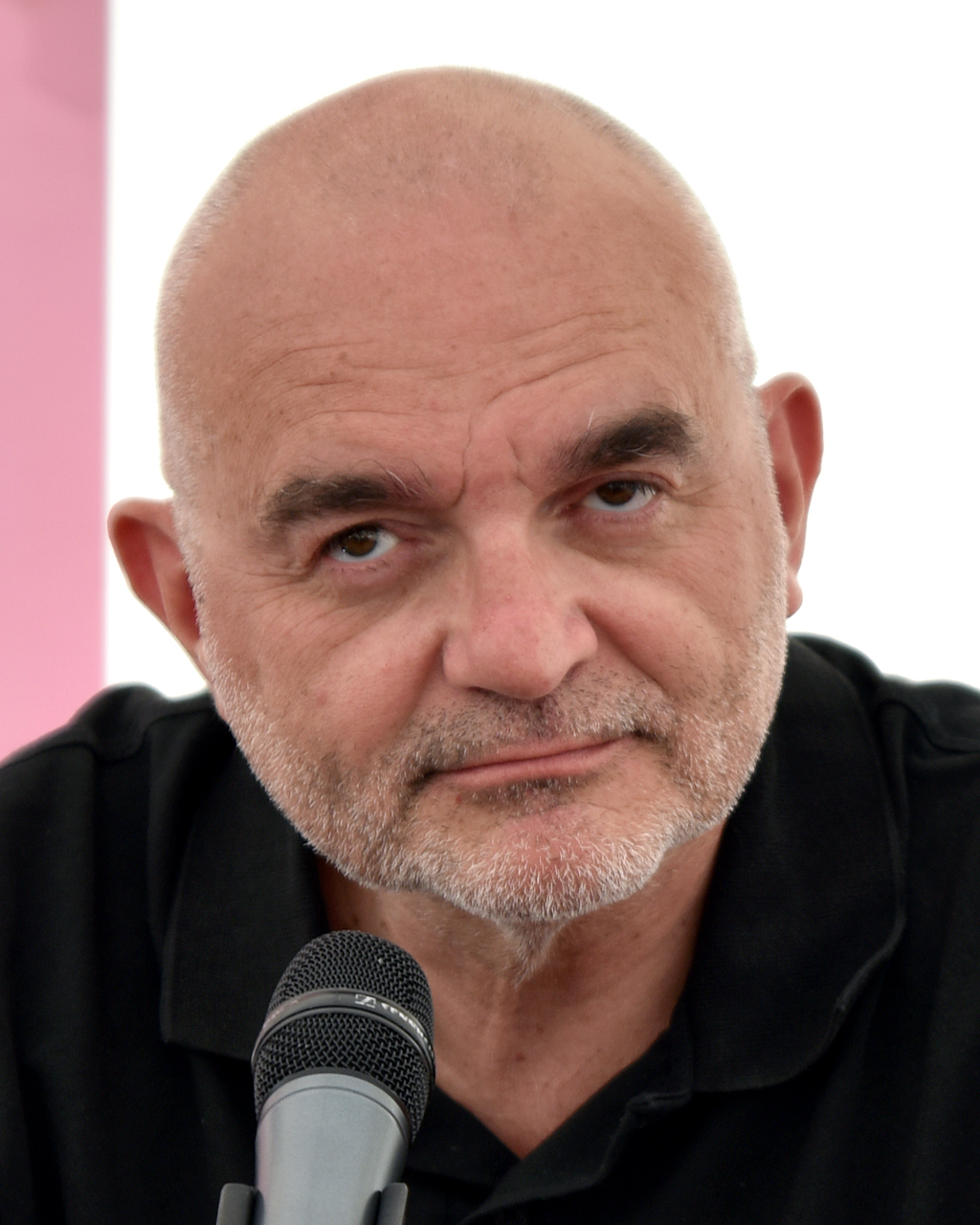
Der französische Schriftsteller und Comic-Autor Alexis Nolent

Der Film ist eine Adaption der französischen Comicserie Le tueur des Texters Matz (Alexis Nolent) und des Zeichners Luc Jacamon, die zwischen 1998 und 2014 von Casterman veröffentlicht wurde. Die Reihe erschien bei Egmont in einer deutschen Übersetzung unter dem Titel Der Killer, seit 2020 bei Schreiber & Leser. In den ersten Bänden führen die Abenteuer den namenlosen Auftragsmörder um die halbe Welt, bis der äußerlich eiskalte Todesengel innerlich immer mehr aus dem Gleichgewicht gerät. Er zieht Selbstmord oder eine Frühpensionierung in Betracht, doch wird er immer wieder von seiner Vergangenheit eingeholt. Zwar hat es der Killer zu einem gewissen Wohlstand gebracht und könnte sich eigentlich zur Ruhe setzen, doch einen Job wie seinen kann man nicht so einfach an den Nagel hängen.

## Produktion

### Regie und Drehbuch
Regie führte David Fincher. Ursprünglich sollte Alessandro Camon das Drehbuch schreiben, Plan B Entertainment den Film produzieren und Paramount Pictures den Vertrieb übernehmen. Als Netflix im Jahr 2021 sich dem Projekt anschloss, wurde die Produktion begonnen. Das auf der Comicserie basierende Drehbuch schrieb letztlich Andrew Kevin Walker, mit dem Fincher bereits für Sieben zusammenarbeitete.
Der Film ist in sechs Kapitel unterteilt, die jeweils an einem neuen Schauplatz spielen und nach dem Zufluchtsort des Killers und den jeweiligen Zielpersonen benannt sind, gefolgt von einem  Epilog.

### Besetzung, Choreografie und Rollennamen

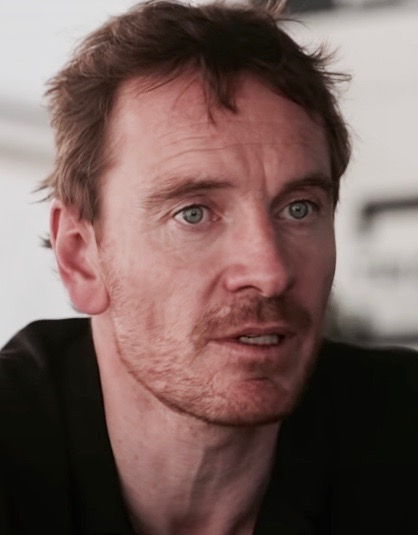
Michael Fassbender spielt in der Titelrolle den Killer

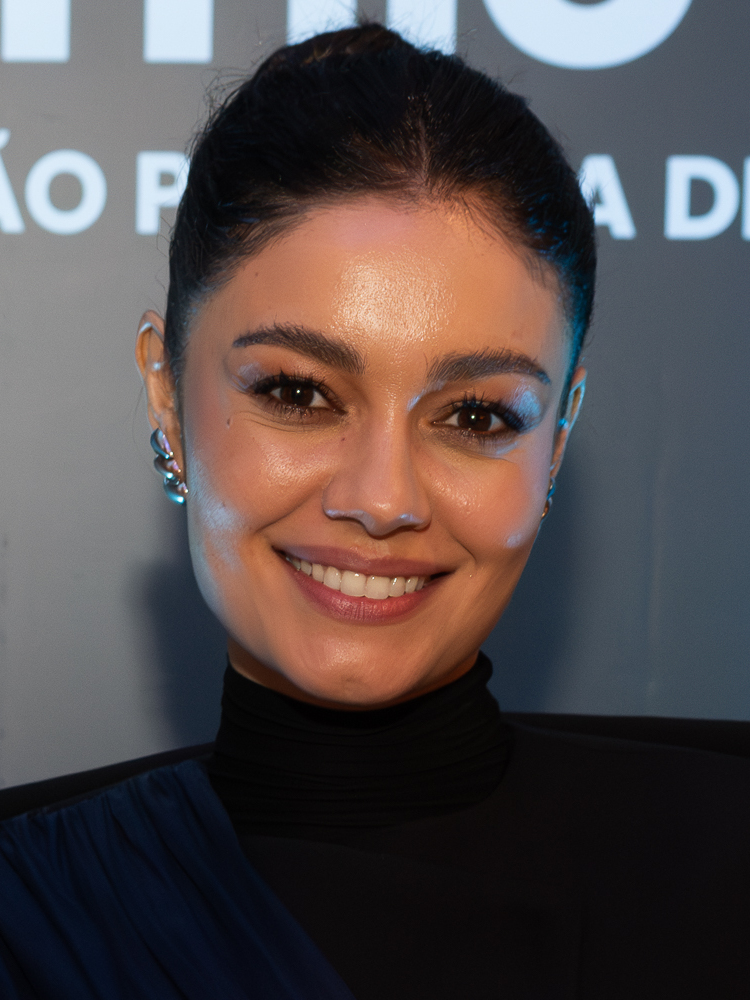
Sophie Charlotte spielt seine in der Dominikanischen Republik lebende Partnerin

Ursprünglich sollte Brad Pitt, einer der Hauptdarsteller von Sieben, die Titelrolle übernehmen. Er wurde nach dem Wechsel zu Netflix durch den deutsch-irischen Schauspieler Michael Fassbender ersetzt. Dieser führt den gesamten Film über in einem Voice-Over einen inneren Monolog, der die Zuschauer in die Gedankenwelt des Protagonisten mitnimmt. In diesen sardonischen Off-Kommentaren sinniert er über die Unterschiede zwischen Skepsis und Zynismus und den angeborenen Mangel an Güte in der Menschheit.
In einer weiblichen Nebenrolle ist Tilda Swinton zu sehen, die ebenfalls eine Auftragsmörderin spielt. Charles Parnell spielt Mr. Hodges, den Auftraggeber des Killers., und Kerry O’Malley dessen Mitarbeiterin Dolores. Die deutsch-brasilianische Schauspielerin Sophie Charlotte ist in der Rolle der in der Dominikanischen Republik lebenden Partnerin des Killers namens Magdala zu sehen. Weiter auf der Besetzungsliste findet sich Arliss Howard.
Die einzige wirkliche Actionszene des Films, in der es zum tödlichen Kampf zwischen dem Killer und dem von dem Neuseeländer Sala Baker gespielten Brute kommt, wurde von dem Stunt-Experten Dave Macomber choreografiert.
Alle vom Killer benutzten Falschnamen sind die Namen von Haupt- oder Nebenfiguren bekannter US-amerikanischer TV-Serien. So sind die Namen Felix Unger und Oscar Madison die Namen der beiden Hauptfiguren in der Serie Männerwirtschaft, dem Serien-Spin-off des Films Ein seltsames Paar. Archibald Bünker ist eine verspielte Veränderung des Namens Archibald Bunker, einer der Hauptfiguren in der Sitcom All in the Family. Howard Cunningham ist der Name des von Tom Bosley gespielten gemütlichen und hilfsbereiten Vaters der Hauptfigur Richie Cunningham in der Sitcom Happy Days, in der Robin Williams in zwei Episoden den Außerirdischen Mork vom Ork spielte. Durch die folgende Spin-off-Serie Mork vom Ork wurde Williams international bekannt. Reuben Kincaid ist in der Sitcom The Partridge Family der Manager der von der Familie gegründeten Popgruppe. Lou Grant ist der Name der von Ed Asner gespielten Nebenfigur Lou Grant in der Sitcom Mary Tyler Moore und der Name der ebenfalls von Asner gespielten Hauptfigur im Serien-Spin-off Lou Grant. Sam Malone ist der Name der Hauptfigur in der Sitcom Cheers. Der vom Killer bei der Anmeldung im Chicagoer Fitnessclub benutzte Name Robert Hartley ist der Name der Hauptfigur der Sitcom The Bob Newhart Show. Bob Newhart spielt dort einen für seine therapeutischen Eskapaden bekannten Psychologen aus Chicago. Der vom Killer in der Bank genutzte Name George Jefferson ist der Name der Hauptfigur in der Sitcom Die Jeffersons, die eine der populärsten afroamerikanischen Serien im US-Fernsehen war. Einige Filmanalysten halten es für wahrscheinlich, dass Jefferson der richtige Name des Killers ist, da er Bank- und Rechtsgeschäfte, die auditiert werden könnten, unter seinem richtigen Namen tätigen muss.

### Kostüme, Dreharbeiten und Filmschnitt
Neben dem Outfit eines deutschen Touristen, das Fassbender zu Beginn des Films in Paris trägt, schuf Kostümdesignerin Cate Adams weitere unauffällige Prêt-à-porter-Kleidung für ihn, meist in verblichenen Beige- oder Cremetönen.
Die Dreharbeiten wurden Anfang November 2021 in Paris begonnen und Ende März 2022 beendet. Als Kameramann fungierte Erik Messerschmidt, mit dem Fincher bereits bei seinem letzten Film Mank zusammenarbeitete. Auch mit Filmeditor Kirk Baxter arbeitete der Regisseur bereits für Mank zusammen.

### Filmmusik und Sounddesign

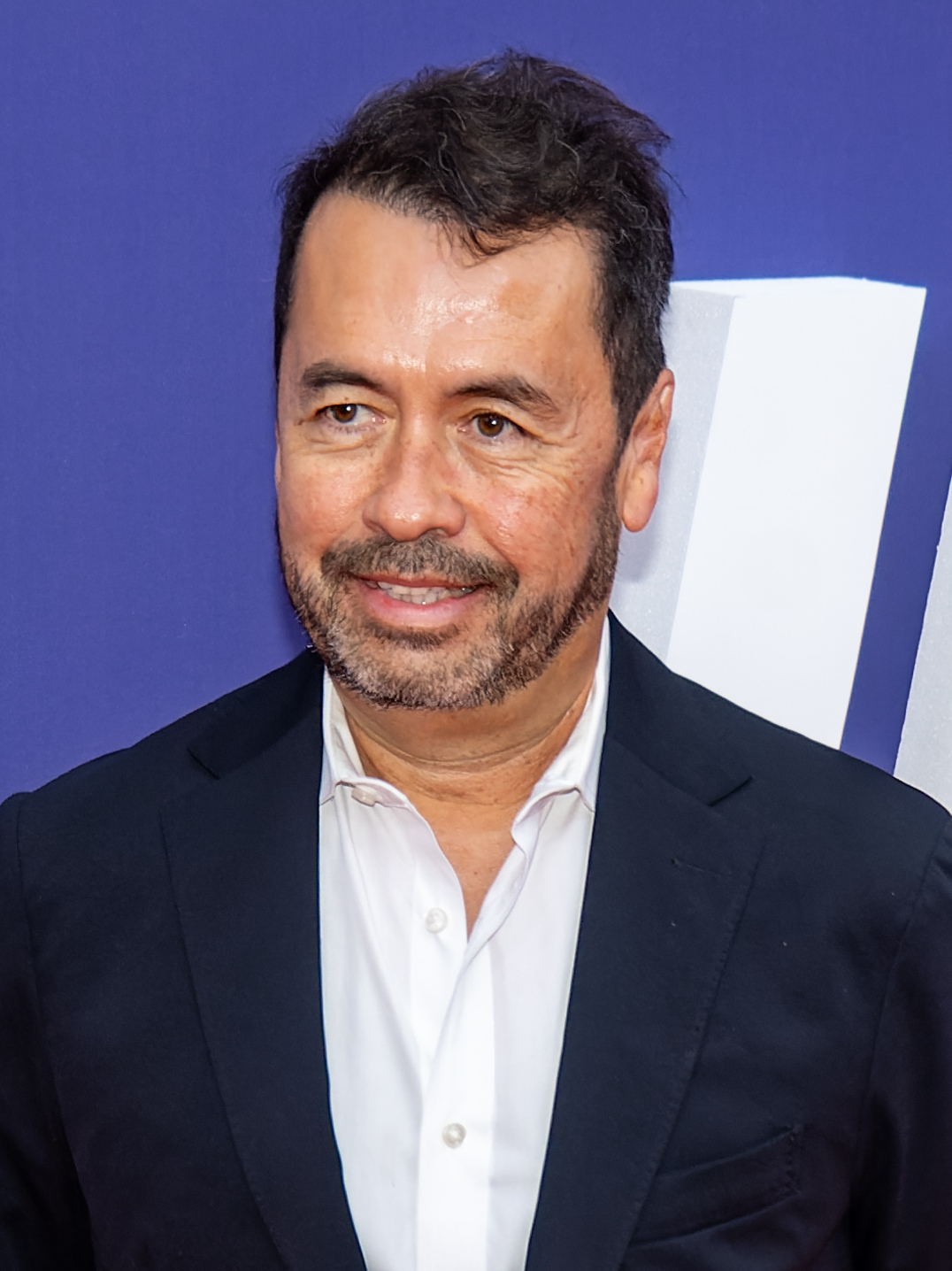
Sounddesigner Ren Klyce

Für die Musik wurde das Komponisten-Duo Trent Reznor und Atticus Ross verpflichtet, die seit The Social Network von 2010 für jeden Spielfilm von Fincher eingesetzt wurden. Der Film verwendet zudem Stücke der britischen Rockband The Smiths aus den 1980er Jahren. Das Soundtrack-Album mit insgesamt 15 Musikstücken soll am 10. November 2023 von The Null Corporation als Download veröffentlicht werden. Das Sounddesign verantwortete Ren Klyce, der ebenfalls bereits für Mank tätig war.

### Marketing und Veröffentlichung
Ein offizieller Teaser wurde Ende August 2023 veröffentlicht. Die Premiere fand am 3. September 2023 bei den Internationalen Filmfestspielen in Venedig statt, wo der Film im Hauptwettbewerb gezeigt wurde. Ende September 2023 wurde er beim San Sebastian International Film Festival als Überraschungsfilm gezeigt. Im Oktober 2023 wurde Der Killer beim Chicago International Film Festival, beim New York Film Festival, beim London Film Festival und beim Busan International Film Festival vorgestellt. Der Kinostart in Deutschland erfolgte am 26. Oktober 2023. Am darauffolgenden Tag kam Der Killer in die US-Kinos und wurde am 10. November 2023 in das Programm von Netflix aufgenommen.

## Rezeption

### Altersfreigabe und Kritiken
In Deutschland wurde der Film von der FSK ab 16 Jahren freigegeben. In der Freigabebegründung heißt es, die einfache Geschichte sei mit zahlreichen bekannten Genremotiven erzählt und baue in präziser Inszenierung ein hohes Spannungsniveau auf. Der Protagonist bleibe dabei moralisch ambivalent. In diesem Kontext komme es zu dramatischen Szenen samt einigen drastischen Gewaltmomenten.
Von den bei Rotten Tomatoes aufgeführten Kritiken sind 86 Prozent positiv bei einer durchschnittlichen Bewertung mit 7,5 von 10 möglichen Punkten. Auf Metacritic erhielt der Film einen Metascore von 73 von 100 möglichen Punkten.

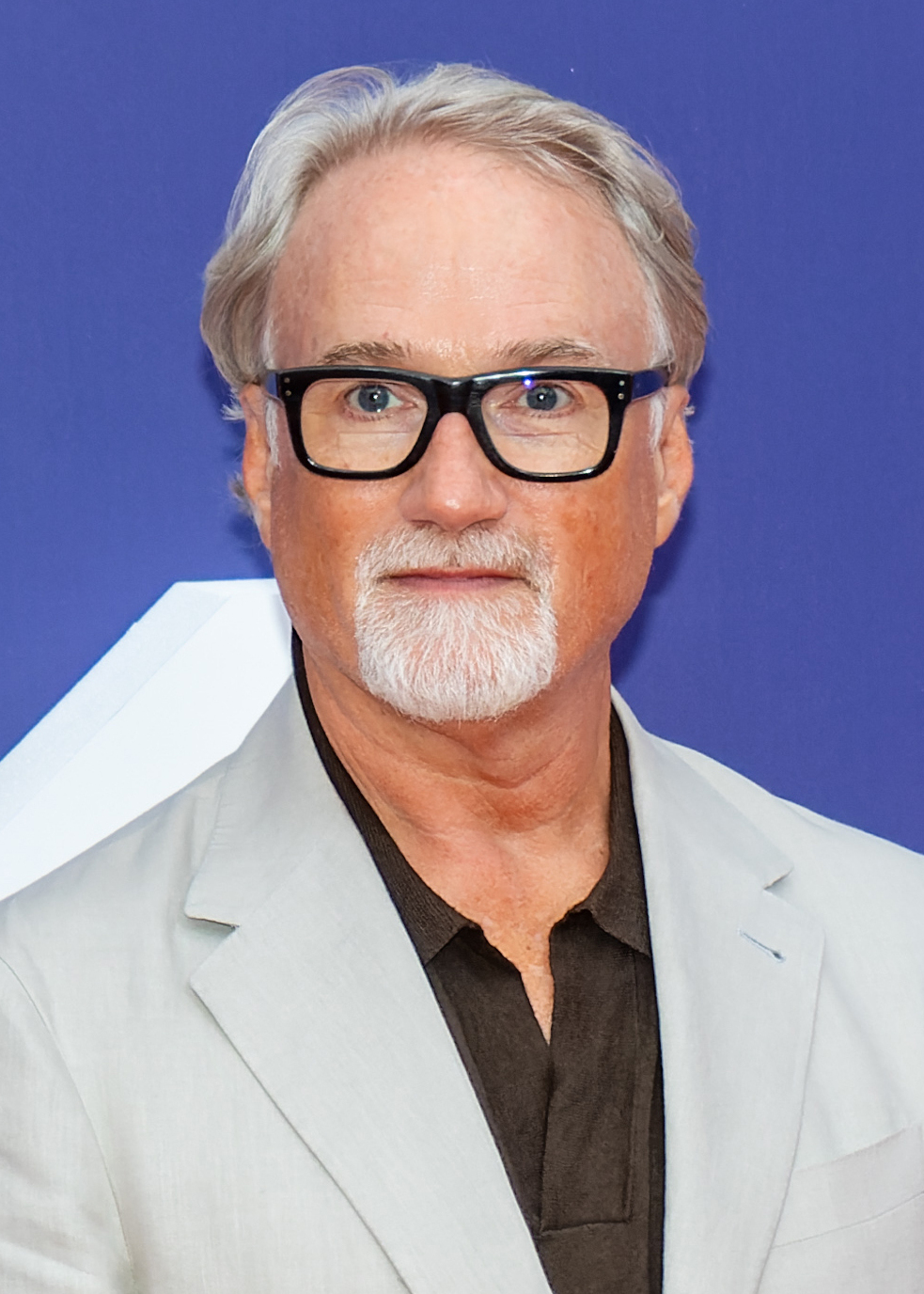
Regisseur David Fincher

Stephanie Zacharek schreibt in ihrer Kritik für das Time-Magazine, während andere Regisseure glauben, sie müssten Geschichten dieser Art ausführlich und kompliziert gestalten, um das Publikum zu fesseln, habe David Fincher alles auf das Wesentliche reduziert und nicht mit vielschichtigen Details überfrachtet. So bleibe ein Mörder und sein Gewissen, oder was man dafür hält, übrig.
Peter Bradshaw schreibt im Guardian, Michael Fassbender sei in diesem Thriller, der von Oberflächlichkeit und Stil geprägt ist, perfekt für die Hauptrolle geeignet, besonders wegen seines verhärmten, unergründlichen Gesichts. Auch Owen Gleiberman von Variety findet Fassbender mit seinem mürrischen, schlangenartigen Blick den perfekten Schauspieler für diese Rolle.

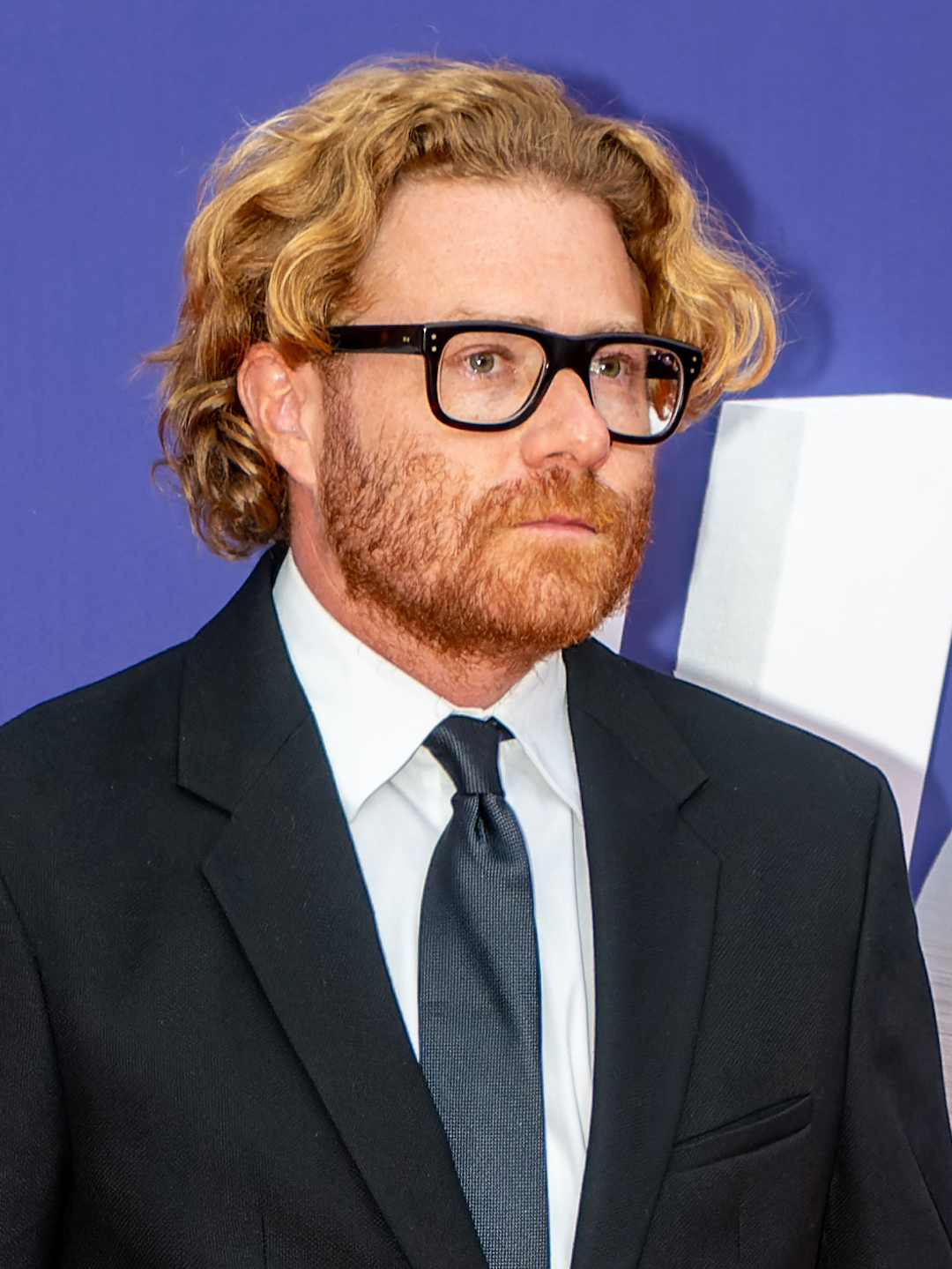
Kameramann Erik Messerschmidt

Björn Becher von Filmstarts erklärt, Fincher habe gemeinsam mit seinem Kameramann Erik Messerschmidt sowie seinem Filmeditor Kirk Baxter aus der vermeintlich simplen Story nicht nur eine meisterhaft-präzise Hommage an Vorbilder wie Der eiskalte Engel gemacht, sondern sich zugleich an der Dekonstruktion eines ganzen Genres versucht. Durch die per Voice-Over zu hörenden inneren Monologe nehme Fincher den Zuschauer mit in die Gedankenwelt des Protagonisten und zeige, dass es sich bei dieser äußerlich so unscheinbaren Person um eine eiskalte Tötungsmaschine handelt. Auch wenn Der Killer inhaltlich nicht mehr als ein simples B-Movie zu bieten habe, unterlaufe der Film mit aufrüttelndem Sound, erstklassigen Bildern und einer unfassbar präzisen Schnittarbeit immer wieder Erwartungen, während er im selben Moment seinen großen Vorbildern, vor allem von Jean-Pierre Melville, huldigt.
Bei TV Movie urteilt Constanze Lerch: „Am Ende bleibt ein Thriller, der definitiv nicht zu David Finchers besten Werken gehört.“ Tobias Kniebe moniert in der Süddeutschen Zeitung die Einfallslosigkeit des Plots: „Denn allen, David Fincher voran, muss klar gewesen sein, dass es in dem ganzen Unternehmen keinen Funken Originalität gibt.“ Ein „eleganter und sicherer Inszenierungsstil“ sei zwar vorhanden, dieser könne aber nicht über die Mängel des Drehbuchs hinwegtäuschen. Adil Rahim Hyder betont bei HighOnFilms.com, Fincher habe seinen eigenen Ansprüchen an den Film nicht gerecht werden können. Außerdem kritisiert Hyder die Produktplatzierung im Film: „Der Killer hat einige der krassesten und häufigsten Produktplatzierungen, die ich je in einem Film gesehen habe. Das trägt nicht zum Realismus bei, sondern unterbricht die immersive Wirkung, die die Filmemacher so sehr angestrebt haben. Es ist unklar, warum sie darauf zurückgreifen mussten, wenn man bedenkt, dass Netflix die Rechnung für den Film bezahlt hat, aber es ist sehr bedauerlich.“

### Auszeichnungen
Im Rahmen der Oscarverleihung 2024 wurde der Film in eine Shortlist der Kategorie Bester Ton aufgenommen.
Art Directors Guild Awards 2024
- Nominierung für das Beste Szenenbild in einem zeitgenössischen Film (Donald Graham Burt)[38]

Critics’ Choice Super Awards 2024
- Auszeichnung als Bester Schauspieler in einem Superheldenfilm (Michael Fassbender)[39]

Golden Reel Awards 2024
- Nominierung für den Besten Tonschnitt – Effekte und Foley[40]

Hollywood Music in Media Awards 2023
- Nominierung für die Beste Filmmusik – Feature Film (Trent Reznor und Atticus Ross)[41]

Internationale Filmfestspiele von Venedig 2023
- Nominierung im Wettbewerb um den Goldenen Löwen
- Lobende Erwähnung beim Premio Soundtrack Stars Award (Trent Reznor und Atticus Ross)[42]

London Critics’ Circle Film Awards 2024
- Nominierung als Beste britische Darstellerin (Tilda Swinton)[43]

San Diego Film Critics Society Awards 2023
- Nominierung für die Beste Stunt-Choreographie[44]

Set Decorators Society of America Awards 2023
- Nominierung in der Kategorie Décor/Design Of A Contemporary Feature Film[45]

St. Louis Film Critics Association Awards 2023
- Nominierung für den Besten Filmschnitt
- Nominierung als Bester Actionfilm
- Nominierung für die Besten Stunts
- Nominierung für den Besten Soundtrack[46]

## Synchronisation
Die deutsche Synchronisation entstand nach einem Dialogbuch von Beate Klöckner und der Dialogregie von Björn Schalla im Auftrag der EVA Studios Germany GmbH in Berlin.
| Darsteller         | Synchronsprecher     | Rolle                        |
| ------------------ | -------------------- | ---------------------------- |
| Michael Fassbender | Norman Matt          | Der Killer                   |
| Erik Hellman       | Rainer Fritzsche     | Carl, der Kellner            |
| Arliss Howard      | Hanns Jörg Krumpholz | Claybourne, der Auftraggeber |
| Sala Baker         | Marc Skanderberg     | der Brutale                  |
| Tilda Swinton      | Elisabeth Günther    | die Expertin                 |
| Kerry O’Malley     | Silvia Mißbach       | Dolores                      |
| Sophie Charlotte   | Carolina Vera        | Magdala                      |
| Emiliano Pernía    | Michael Kühl         | Marcus                       |
| Charles Parnell    | Oliver Siebeck       | Rechtsanwalt Hodges          |
| Gabriel Polanco    | Filipe Pirl          | Taxifahrer Leo               |